# 横浜市立子安小学校
横浜市立子安小学校（よこはましりつこやすしょうがっこう）は、神奈川県横浜市神奈川区新子安一丁目にある公立小学校。

## 概要
2024年4月時点、40クラス1176名の児童が在籍している。
明治6年 (1873年) に創立され、横浜市で最も歴史のある公立小学校である。

## 学校教育目標
『自分が好き 友だちが好き 学校が好き まちが好き』

## 沿革
- 1873年（明治6年） - 神奈川県橘樹郡西子安村3077番地に子安学舎として開校。
- 1875年（明治8年）6月29日 - 3村合併を機に子安学校と改称、子安通2丁目232番地に移転。
- 1880年（明治13年） - 公立子安小学校と改称。
- 1887年（明治20年） - 公立子安尋常小学校と改称。
- 1892年（明治25年） - 子安村立尋常子安小学校と改称。
- 1894年（明治27年）1月15日 - 子安村大字入江川1478に移転、この日を開校記念日と定める。
- 1901年（明治34年）9月 - 子安村立尋常小学校と改称。
- 1911年（明治44年）4月1日 - 子安村が横浜市に編入され、横浜市尋常小学校と改称。
- 1919年（大正8年）12月4日 - 高等科を浦島小学校へ分離。
- 1923年（大正12年）4月 - 横浜市子安尋常小学校と改称。
- 1926年（大正15年）12月17日 - 前所在地（2018年まで）に移転。
- 1927年（昭和2年）4月1日 - 横浜市子安尋常高等小学校と改称。
- 1936年（昭和11年）6月25日 - 横浜市立白幡小学校を分離。
- 1941年（昭和16年）4月1日 - 横浜市子安国民学校と改称。
- 1947年（昭和22年）4月1日 - 現校名に改称。
- 1949年（昭和24年）7月18日 - 横浜市立港北小学校を分離。
- 1950年（昭和25年）5月 - 横浜市立西寺尾小学校を分離。
- 1973年（昭和48年）3月 - 創立100周年記念式典挙行。
- 1982年 (昭和57年) -  建て替え工事完了。新校舎落成式を挙行。
- 1993年（平成5年）1月16日 - 創立120周年記念式典挙行。
- 2003年 (平成15年) - 創立130周年記念式典挙行。
- 2013年 (平成25年) - 創立140周年記念式典挙行。
- 2018年（平成30年）4月3日 - 児童増加により校舎移転。山本理顕設計による[4]新校舎完成。落成記念式典挙行。[5][2]
- 2022年（令和4年）11月16日 - 創立150周年記念事業として、 「ペットボトルを数字の形に並べる最大の本数のギネス世界記録」[6]に挑戦。

## 交通アクセス

### 鉄道
- 京急本線京急新子安駅より徒歩5分
- JR京浜東北線新子安駅より徒歩5分
- JR横浜線大口駅より徒歩15分

### バス
- 横浜市営バス7系統・29系統 子安小学校入口バス停より徒歩3分